# Castelguelfo (frazione)
Castelguelfo è una piccola frazione divisa dalla via Emilia nei comuni di Fontevivo e di Noceto, in provincia di Parma.
La località dista 2,54 km da Fontevivo.

## Origini del nome
La località, detta Burgo Taronis nel XIII secolo per via della vicinanza col fiume Taro, fu rinominata "Torre Orlando" o "Torre dei Marchesi" intorno al 1400 dal ghibellino Rolando Pallavicino; dopo la conquista da parte del guelfo Ottobuono de' Terzi nel 1407, il toponimo fu nuovamente modificato in Castrum Guelphum, ossia "Castel Guelfo".

## Storia
La storia del borgo di Castelguelfo è indissolubilmente legata a quella del suo castello, edificato prima del XII secolo a presidio dello strategico guado della via Emilia sul fiume Taro, che all'epoca scorreva immediatamente a est del maniero. Nello stesso periodo fu innalzata anche la romanica chiesa di Santa Maria Maddalena, con annesso ospedale per i numerosi pellegrini che percorrevano la Via Francigena.
Nel 1189 l'imperatore del Sacro Romano Impero Federico Barbarossa investì il marchese Oberto I Pallavicino del castello di Castelguelfo, che nel 1212 fu acquistato e rinforzato dal vescovo Obizzo Fieschi. Nel 1312 i ghibellini rossiani conquistarono il maniero, espugnato e distrutto l'anno successivo da Giberto III da Correggio. Il feudo fu conquistato nel 1397 dal duca di Milano Gian Galeazzo Visconti, che lo assegnò al marchese Niccolò Pallavicino; suo figlio Rolando il Magnifico fece ricostruire il maniero, di cui nel 1407 si impossessò Ottobuono de' Terzi.
Nel 1409 la fortezza fu conquistata da Alberto Scotti e l'anno seguente da Niccolò III d'Este, che nel 1416 l'assegnò a Gian Martino Sanvitale. Nel 1421 il duca di Milano Filippo Maria Visconti, nuovo Signore di Parma, rientrò in possesso del feudo, che riassegnò nel 1425 a Rolando il Magnifico.
Nel 1472 Castelguelfo fu incamerato dal Comune di Parma e nel 1474 concesso al marchese Alessandro Pallavicino. Nel 1500 il maniero fu conquistato dall'esercito del re di Francia Luigi XII durante la guerra d'Italia.
Nel 1557 il duca di Parma Ottavio Farnese entrò in possesso del castello. Nel 1643 Odoardo I Farnese assegnò il feudo al ministro Giacomo Gaufridi, che lo mantenne fino alla sua condanna a morte decretata da Ranuccio II Farnese nel 1650. Il Duca assegnò quindi la fortezza al duca di Poli Apio Conti, ma già nel 1666 il castello ritornò alla Camera Ducale di Parma e Ranuccio II ne investì il marchese di Vigoleno Odoardo Scotti; i suoi eredi mantennero i diritti feudali su Castelguelfo fino alla loro abolizione sancita dai decreti napoleonici del 1805.

## Monumenti e luoghi d'interesse

### Chiesa di Santa Maria Maddalena

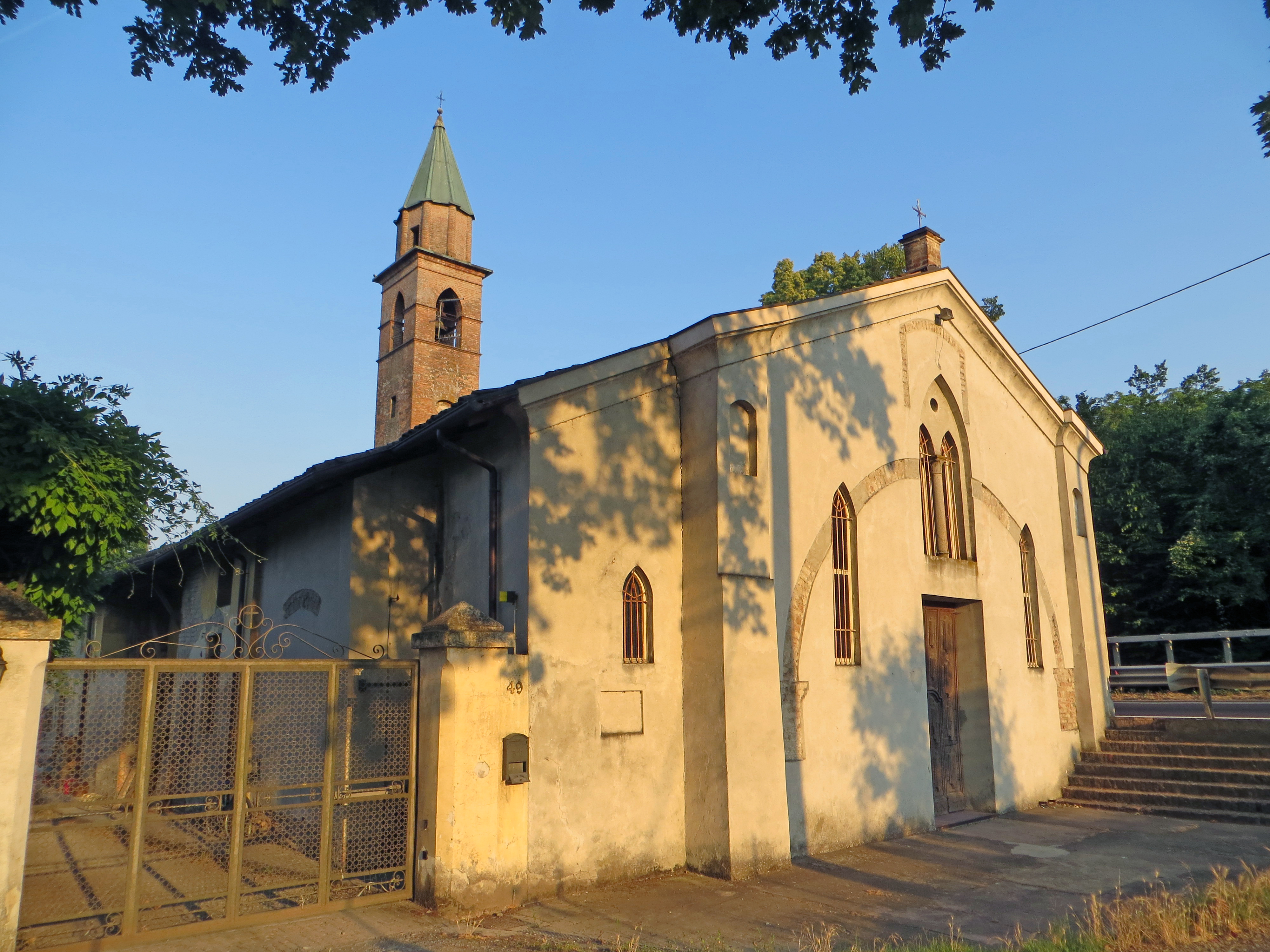
Chiesa di Santa Maria Maddalena

Edificata nel XIII secolo di fronte al castello dai monaci benedettini dell'abbazia di Santa Maria Maddalena di Vézelay, la chiesa romanica, divenuta sede parrocchiale autonoma nel 1564, fu modificata più volte nei secoli successivi; ristrutturata nelle forme originarie nel 1935, fu restaurata e consolidata strutturalmente in seguito al sisma del 2008. L'edificio conserva internamente nell'abside alcuni affreschi risalenti al XV secolo.

### Castello

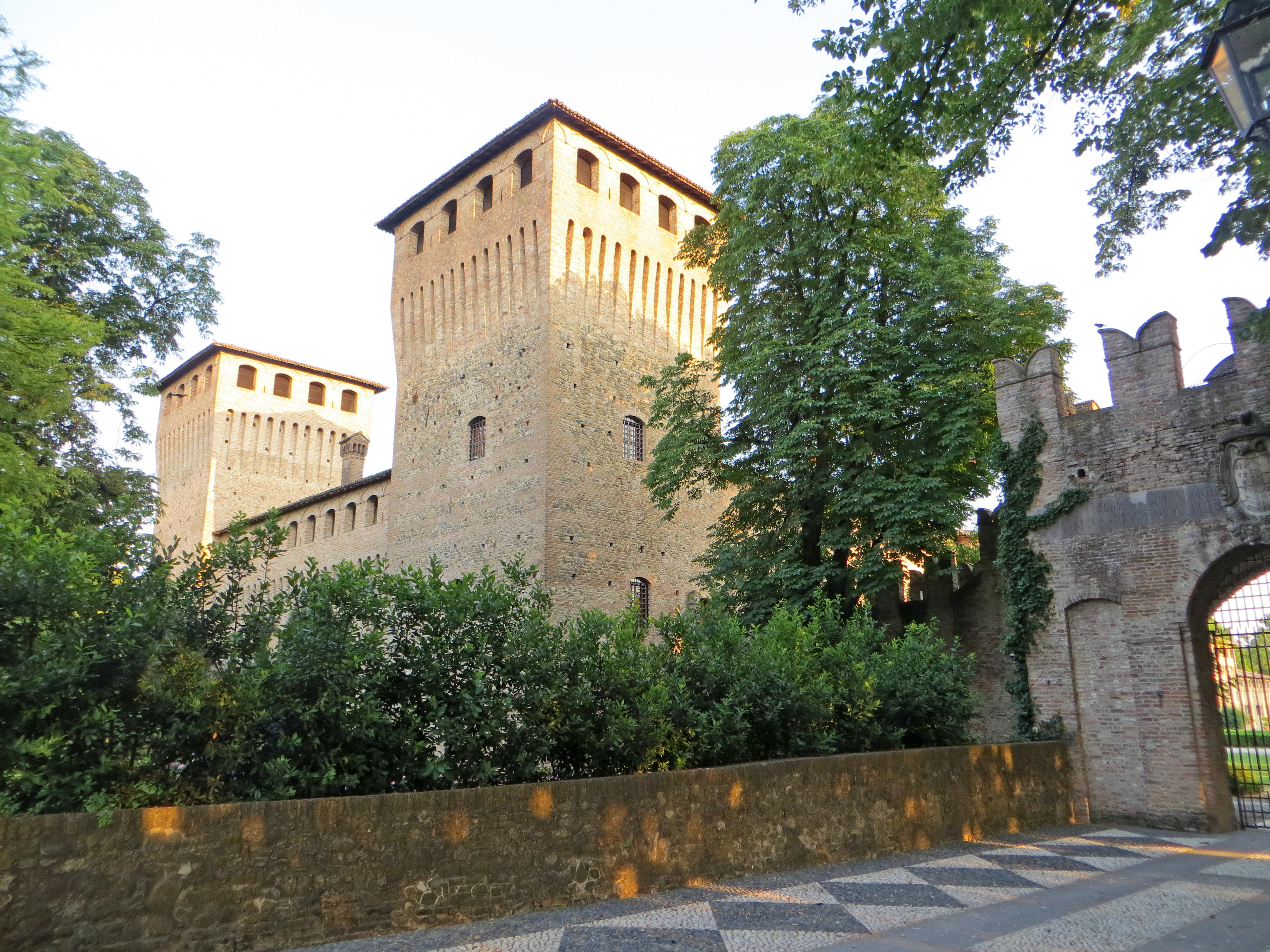
Lato nord del castello

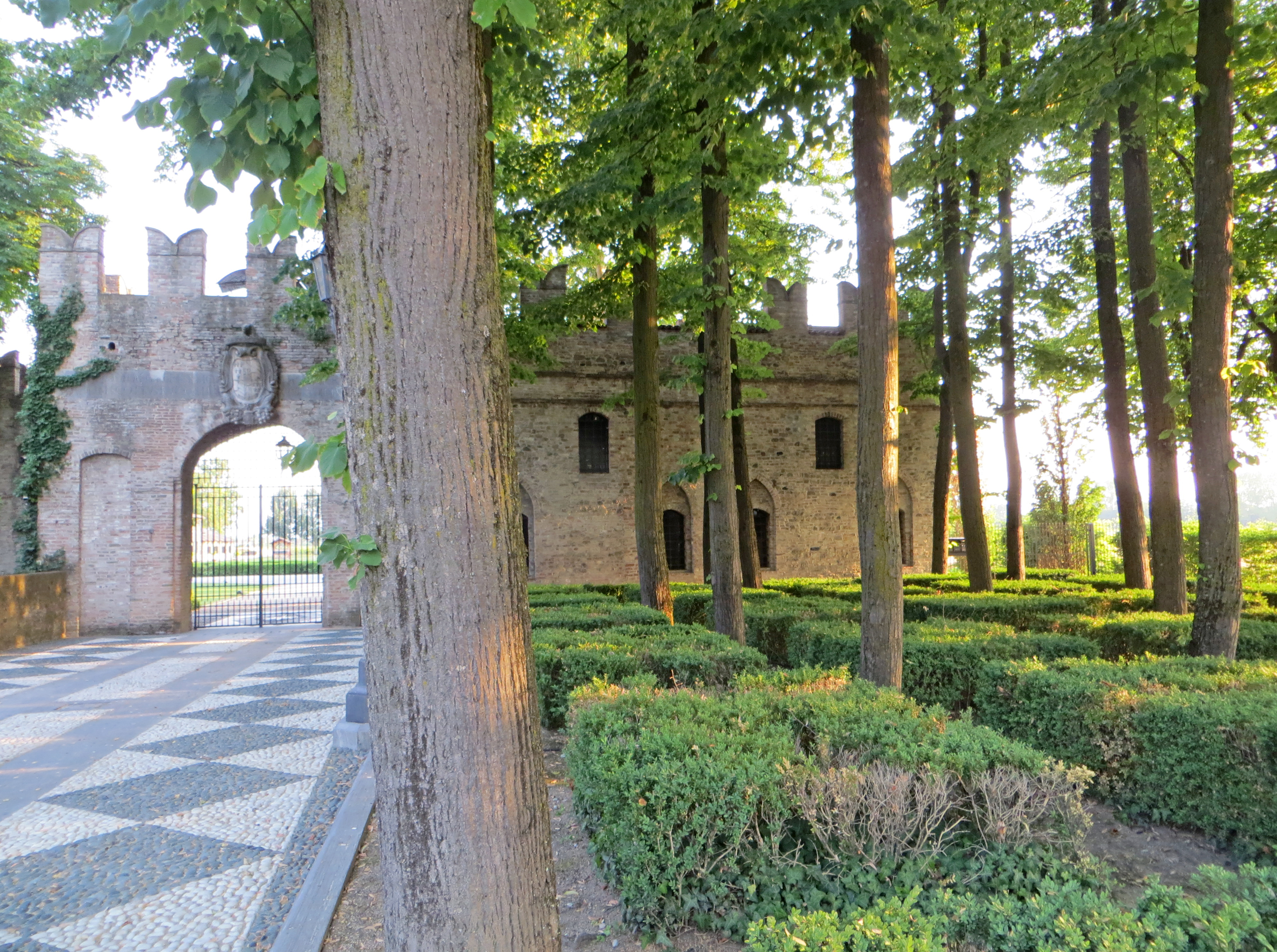
Rivellino d'ingresso del castello

Edificato a sud della via Emilia nel XIII secolo, il castello fu modificato più volte nei secoli dai numerosi proprietari, che lo trasformarono infine in un'elegante dimora nobiliare, oggi appartenente alla famiglia Rovagnati; la fortezza medievale si sviluppa su una pianta quadrata, attorno alla corte centrale, ed è affiancata da un ampio parco con lago e numerosi edifici annessi, originariamente destinati a serre, scuderie e mulino, oltre all'oratorio ottocentesco.

### Villa Rossi
Costruita nei primi anni del XIX secolo per volere del marchese Giuseppe Maria Manara, la villa fu venduta intorno al 1850 al procuratore Gaspare Cocchi, alla cui scomparsa passò alla figlia Albertina, moglie del conte Cesare Castagnola; alienata alla loro morte a Paolo Barbieri, fu in seguito acquistata da Aristide Foà e infine da Emilia Rossi. La struttura, sviluppata su una pianta rettangolare, si erge su due livelli principali fuori terra, oltre al sottotetto, ed è dominata dall'altana posta nel mezzo della copertura; il giardino, piantumato con alberi d'alto fusto, è preceduto da un lungo viale.

## Infrastrutture e trasporti
A ovest del borgo medievale sorge a lato della via Emilia il piccolo centro abitato detto Stazione Castelguelfo, sviluppato attorno all'omonima stazione della linea ferroviaria Milano-Bologna.